# Seznam legendárních vládců Dánska
Toto je seznam legendárních dánských vládců, předchůdců Gorma Starého.

## Skjöldungové
- Skjöld (Scyld) – legendární praotec dánských vladařů, syn boha Ódina
- Fridlief I.
- Frodhi I. (nastoupil na trůn kolem roku 0)
- Havar
- Frodhi II.
- Wermund Moudrý
- Olaf Mírný
- Dan Velký
- Frodhi III.
- Halfdan I.
- Fridlief II.
- Frodhi IV.
- Ingild, 407–456
- Halfdan II., 456–457
- Frodhi V., 457–460
- Helge und Roe, 460–490
- Frodhi VI., 494–510
- Hrolf 510–522
- Frodhi VII., 522–548
- Halfdan III., 548–580
- Rurik Slyngebard, 580–588
- Iwar Vifadme, 588–647
- Harald Hildetand, 647–735
- Sigurd Dánský, 735–756
- Ragnar Lodbrok, 756–794
- Siegfried, zmíněný 794–803
- Gudfred, 804–810, syn Siegrfiedlův, zakládá Haithabu.
- Hemming, 810–811
- Siegfried, 811, synovec Gudfredův
- Anulo, 811–812, synovec Gudfredův
- Harald Klak a Reginfrid, 812–815, bratři Anulovci
- Erik Starý, 815–854
- Erik Dítě, 854–873, synovec Erika Starého
- Harald Dánský, † 863
- Uffe/Ubbe ?
  - Helge ?

## Olafovci
- Olaf Drzý, zmíněn 925
- Gurd?
- Knut I. Dánský
- Sigtryg od 935